# Baltijskoje nebo
Baltijskoje nebo (russisk: Балтийское небо, dansk Baltisk himmel) er en sovjetisk spillefilm i to dele fra 1960 produceret af Lenfilm og instrueret af Vladimir Vengerov. Filmen er baseret på Nikolaj Tjukovskijs roman af samme navn.
Filmen blev præsenteret på Filmfestivalen i Venedig. Filmen var den femtemest sete i Sovjetunionen i 1961 med 38,6 og 33,0 millioner solgte biletter til henholdsvis 1. og 2. del af filmen.

## Handling
Filmen handler om belejringen af Leningrad og om det dramatiske hverdagsliv i 1941 og foråret 1942. Centralt i filmen er skæbnerne for en gruppe I-16-piloter fra Østersøflådens flyverregiment under ledelse af kaptajn Rassokhin (spillet af Mikhail Uljanov). Udover dramaet, der udspiller sig blandt piloterne under de farefulde operationer, indeholder filmen en kærlighedshistorie mellem den unge kvinde Sonja (Ljudmila Gurtjenko) og piloten Tatarenko (Oleg Borisov). 

## Produktion
Under optagelserne af luftscenerne blev benyttet modificerede Jak-18 fly i stedet for I-16. Flere af scenerne er indspillet med miniaturemodeller af I-16, Junkers og Messerschmitt, krigsskibe, jernbanebroer m.v.

## Medvirkende
- Pjotr Glebov som Lunin
- Vsevolod Platov som Serov
- Mikhail Uljanov som Rassokhin
- Rolan Bykov som Kabankov
- Mikhail Kozakov som Bajseitov